# Małgorzata Pskit
Małgorzata Pskit (Polonia, 25 de mayo de 1976) es una atleta polaca retirada especializada en la prueba de 4x400 m, en la que ha conseguido ser medallista de bronce europea en 2002.

## Carrera deportiva
En el Campeonato Europeo de Atletismo de 2002 ganó la medalla de bronce en los relevos 4x400 metros, con un tiempo de 3:26.15 segundos, llegando a meta tras Alemania y Rusia, siendo sus compañeras de equipo: Grażyna Prokopek, Zuzanna Radecka y Anna Olichwierczuk.